# Caníaco
Caníaco es un barrio ubicado en el municipio de Utuado en el estado libre asociado de Puerto Rico. En el Censo de 2010 tenía una población de 198 habitantes y una densidad poblacional de 44,79 personas por km².

## Geografía
Caníaco se encuentra ubicado en las coordenadas 18°19′2″N 66°40′22″O / 18.31722, -66.67278. Según la Oficina del Censo de los Estados Unidos, Caníaco tiene una superficie total de 4.42 km², de la cual 3.88 km² corresponden a tierra firme y (12.3%) 0.54 km² es agua.

## Demografía
Según el censo de 2010, había 198 personas residiendo en Caníaco. La densidad de población era de 44,79 hab./km². De los 198 habitantes, Caníaco estaba compuesto por el 90.91% blancos, el 3.03% eran afroamericanos, el 1.01% eran de otras razas y el 5.05% pertenecían a dos o más razas. Del total de la población el 97.98% eran hispanos o latinos de cualquier raza.